# 朗贡杜鹃
朗贡杜鹃（学名：Rhododendron trilectorum）为杜鹃花科杜鹃花属下的一个种。

## 扩展阅读
- 維基物種上的相關：朗贡杜鹃